# مروری بر اطلاعات و اطلاع‌رسانی
مروری بر اطلاعات و اطلاع‌رسانی کتابی از عباس حری است که در سال ۱۳۷۲ منتشر و در مراسم کتاب سال جمهوری اسلامی ایران به‌عنوان کتاب برگزیده معرفی شد.